# Soen
Soen is een Zweedse progmetalband. De band betreft een supergroep.

## Bezetting

### Huidige bandleden
- Joel Ekelöf — vocalen (2010–heden)
- Lars Åhlund — gitaar, keyboards en achtergrondzang (2014–heden)
- Cody Lee Ford — gitaar (2018–heden)
- Oleksii 'Zlatoyar' Kobel — basgitaar (2020–heden)
- Martin Lopez — drumstel (2010–heden)

### Voormalige bandleden
- Marcus Jidell — gitaar (2015–2018)
- Joakim Platbarzdis — gitaar (2010–2015)
- Stefan Stenberg — basgitaar (2013–2020)
- Steve Di Giorgio — basgitaar (2010–2013)

### Sessieleden
- Christian Andolf — basgitaar
- Inti Oyarzún — basgitaar

## Discografie

### Albums
- 2012: Cognitive
- 2014: Tellurian
- 2017: Lykaia
- 2019: Lotus
- 2021: Imperial
- 2022: Atlantis (livealbum)
- 2023: Memorial